# Paulus Reinhard
Paulus Jozef Reinhard (Utrecht, 13 november 1929) is een Nederlandse beeldhouwer, medailleur en tekenaar.

## Leven en werk
Reinhard bezocht de Kunstnijverheidsschool in Utrecht en de Jan van Eyck Academie in Maastricht. Hij studeerde bij onder anderen Theo van Reijn, Jo Uiterwaal en Fred Carasso. Reinhard was getrouwd met de beeldhouwster Willy Blees (1931-1988). Voor Muziekcentrum Vredenburg in Utrecht maakten zij beiden een portretbuste, Blees van Frédéric Chopin en Reinhard van Béla Bartók. Hij nam met onder anderen Jeanot Bürgi, Kees Groeneveld, Jo Esenkbrink en Anton Geerlings deel aan de creatie van de lantaarnconsoles in de Utrechtse Binnenstad.
De kunstenaar woont en werkt in Houten.

## Werken (selectie)
- De rattenvanger van Hamelen (1964), Willem Arntzkade in Utrecht
- Zwemmende figuren (1966), zwembad Den Hommel in Utrecht
- Vogel (1969), Gouverneurstuin in Assen[3]
- Kikker (1971), Lanslaan in Utrecht
- Schildpad (1975), van Bijnkershoeklaan in Utrecht
- Twee vogels (1976), Park de Gagel in Utrecht
- Cellospeler (1981), Serenadestraat in Alphen aan den Rijn
- Mens in de ruimte (1991), Praam in Etten-Leur
- Hendrik van Brederode (1997), Korte Kerkstraat/Voorstraat in Vianen
- Schildpad, Beneluxlaan in Utrecht
- Vogels, Oudelandstraat/Populierenstraat in 's-Gravenzande
- Dansend paartje, Molenwerf in Koog aan de Zaan
- Mens en dier, RIVM in De Bilt
- Portretbuste Béla Bartók, Muziekcentrum Vredenburg in Utrecht

## Lantaarnconsoles in Utrecht
- De Kikker (1971), Oudegracht
- De Snoek (voor 1974), Oudegracht

## Fotogalerij

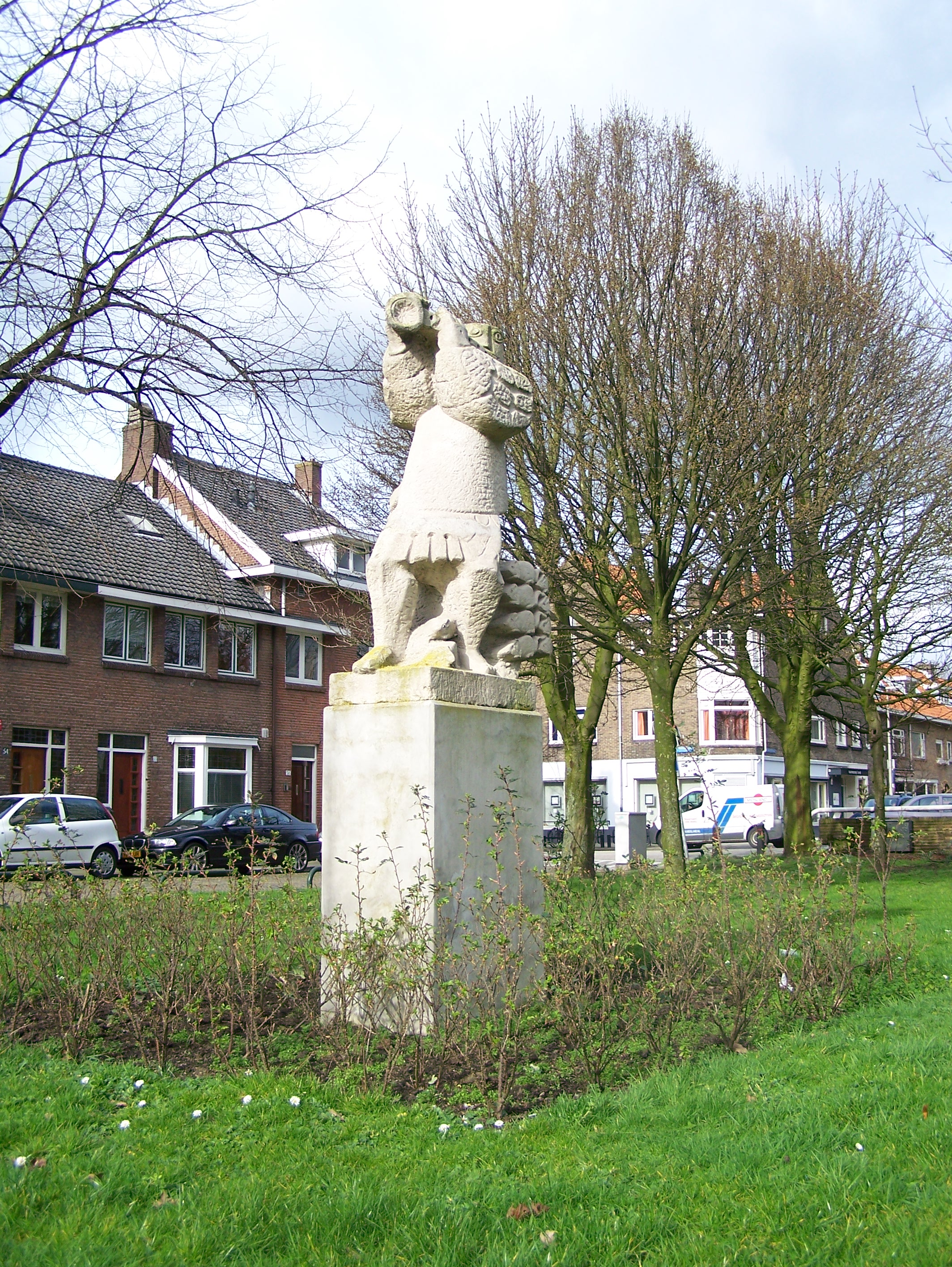
De Rattenvanger van Hamelen (1964)
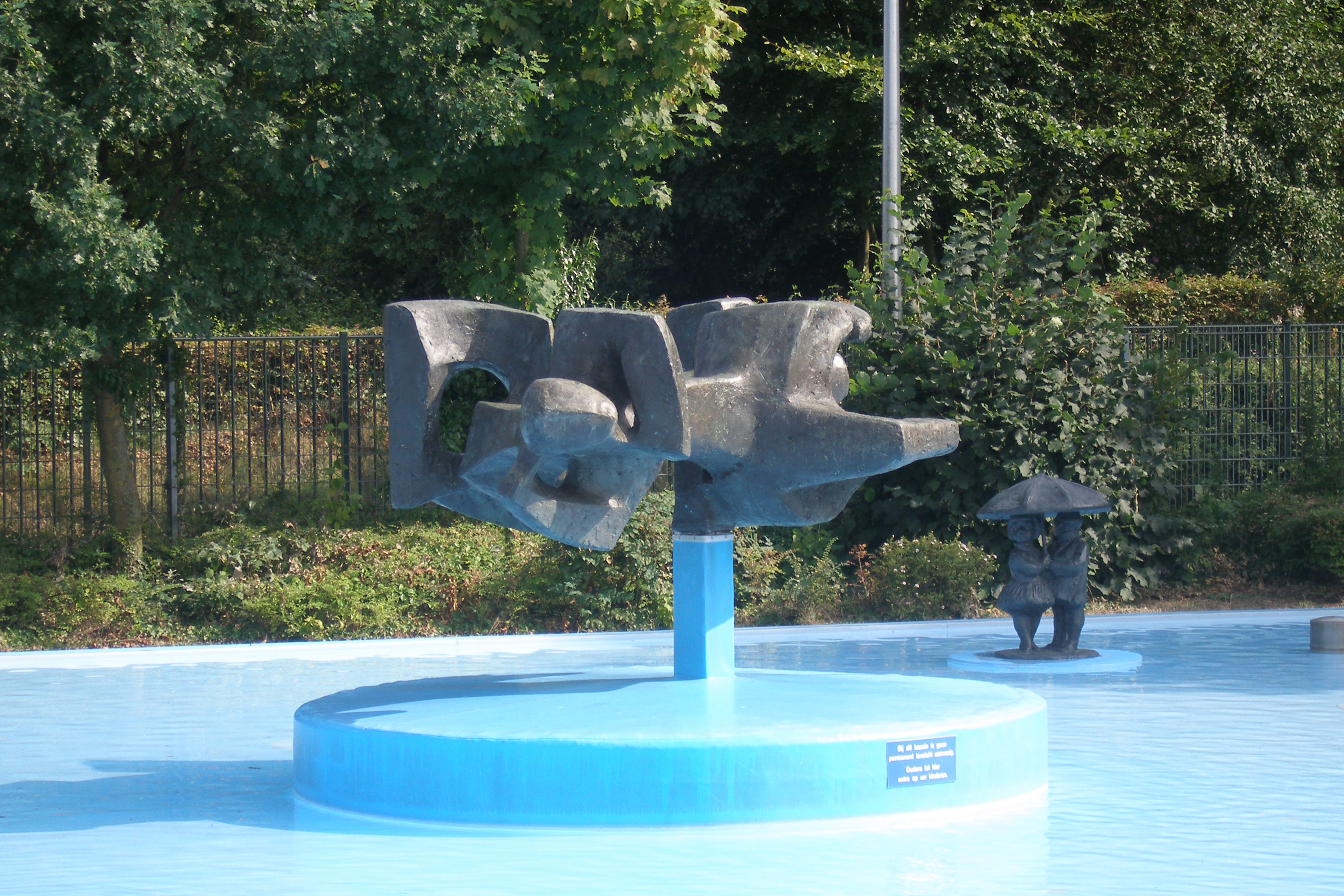
Zwemmende figuren (1966)
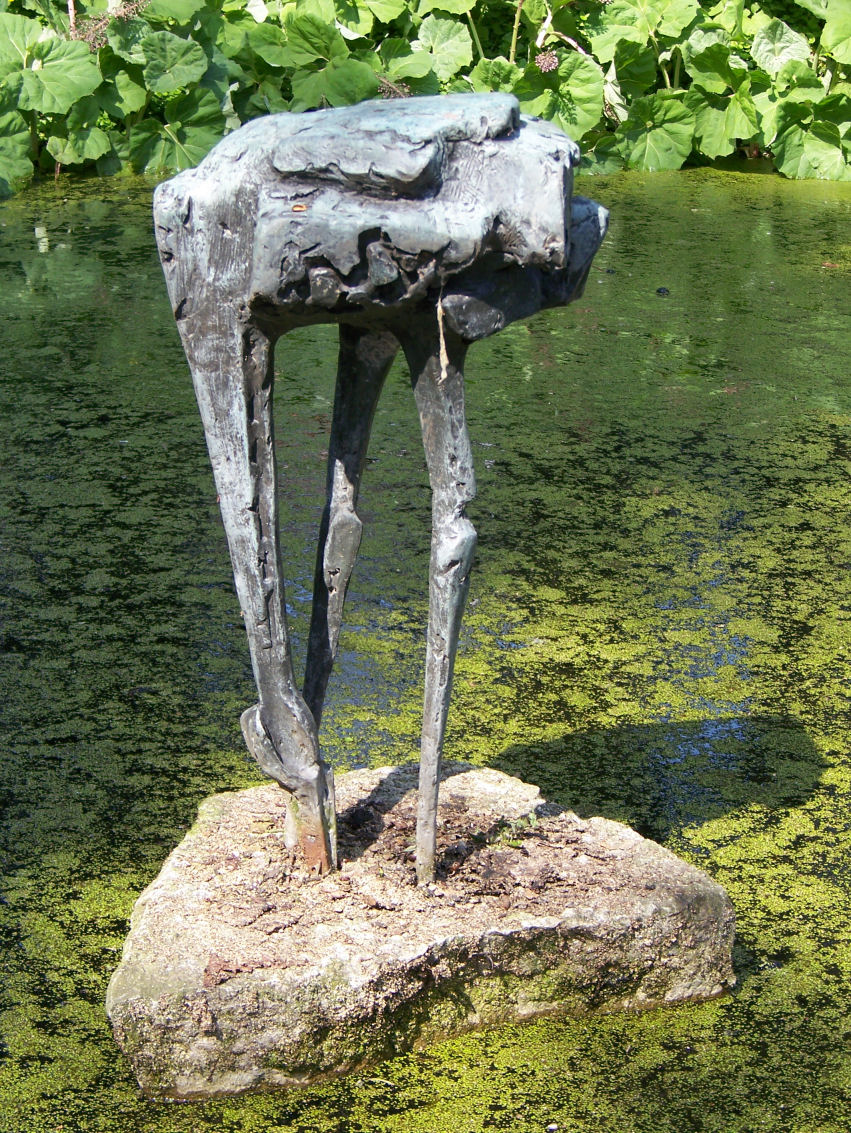
Vogel (1969)
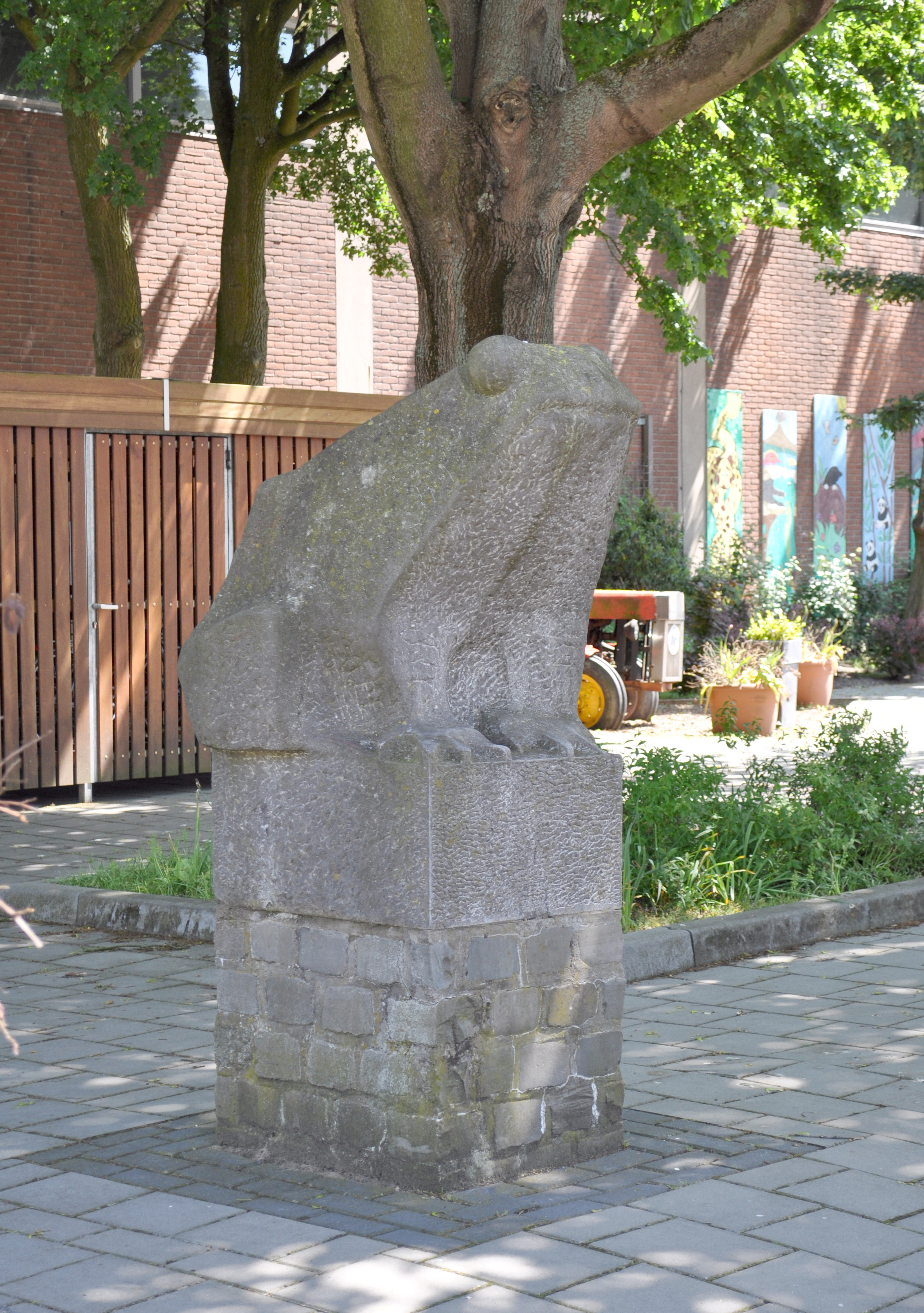
Kikker (1971)
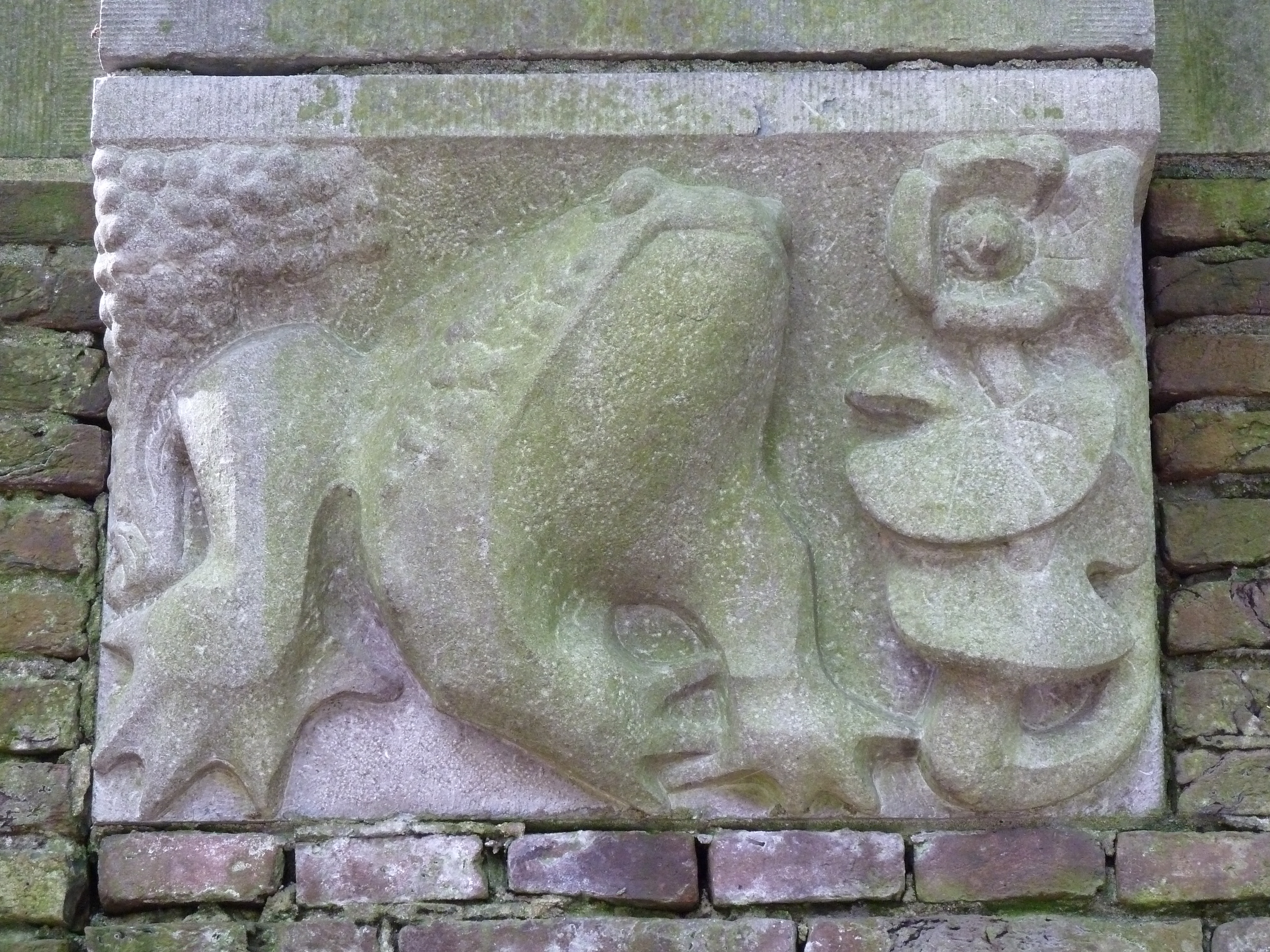
De Kikker (1971)
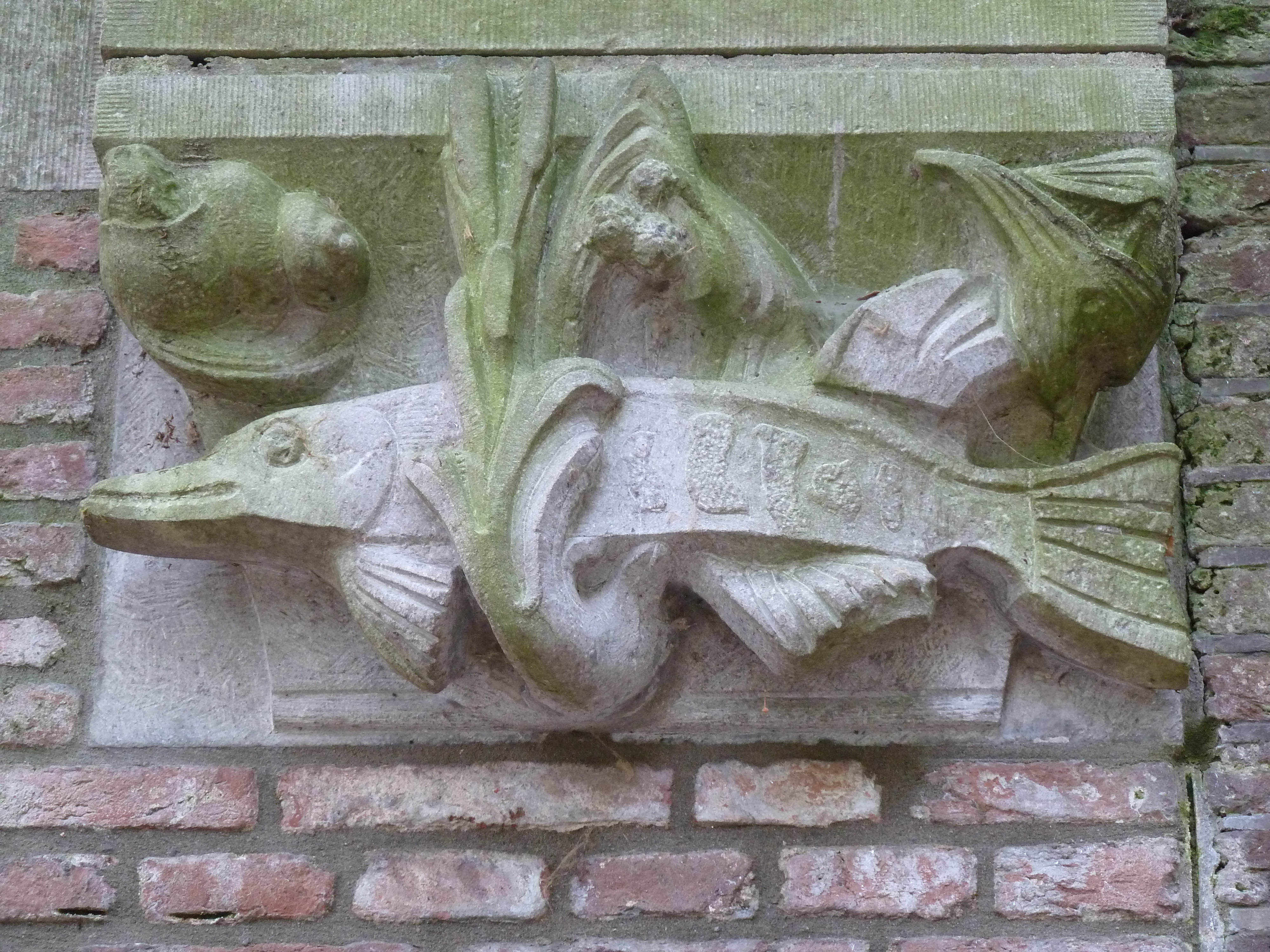
De Snoek (voor 1974)
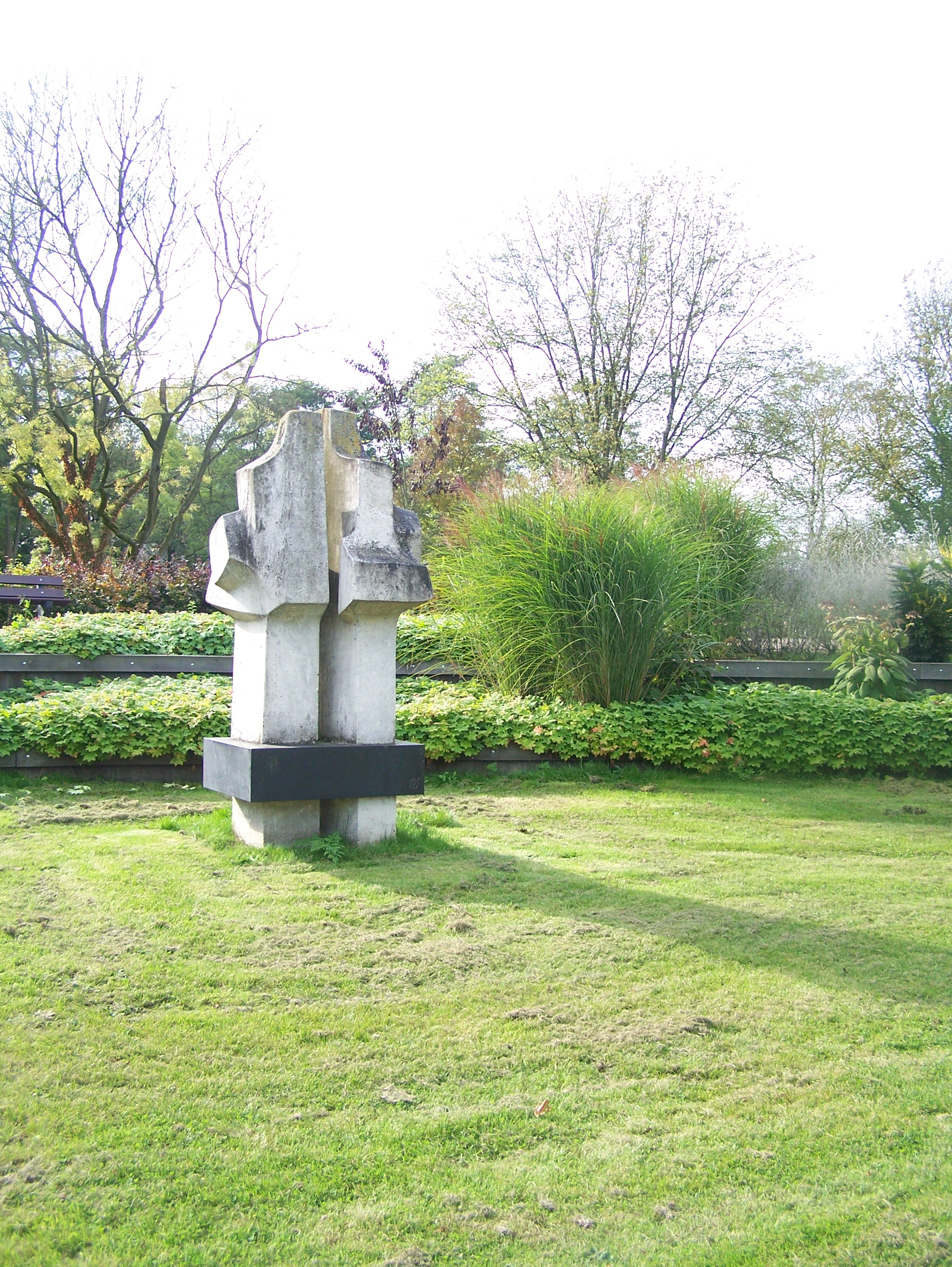
Twee vogels (1976)
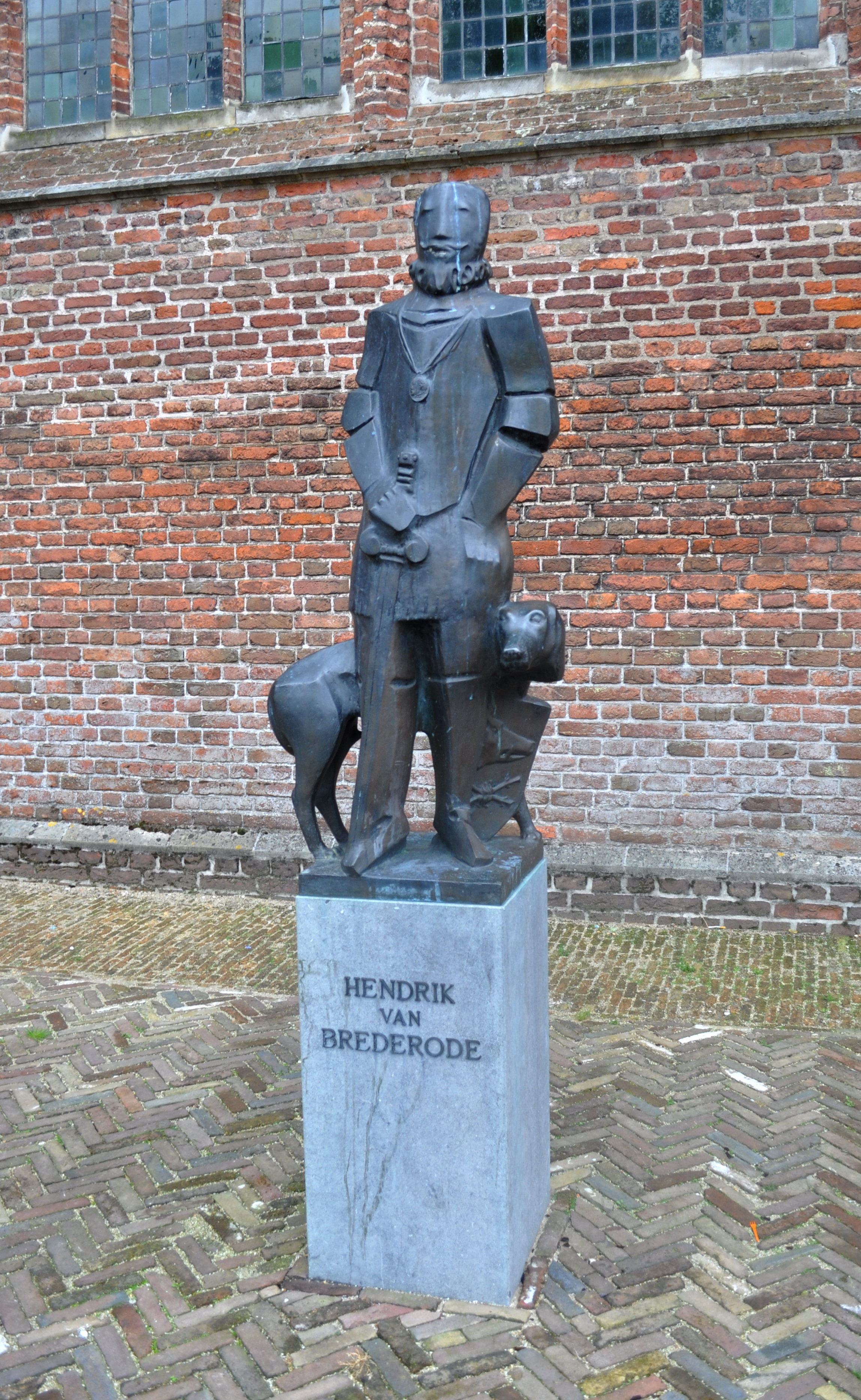
Hendrik van Brederode (1997